# Брежу-Алегри
Брежу-Алегри (порт. Brejo Alegre) — муниципалитет в Бразилии, входит в штат Сан-Паулу. Составная часть мезорегиона Арасатуба. Входит в экономико-статистический микрорегион Биригуи. Население составляет 2552 человека на 2006 год. Занимает площадь 104,832 км². Плотность населения — 24,3 чел./км².

## Статистика
- Валовой внутренний продукт на 2003 составляет 33 634 916,00 реалов (данные: Бразильский институт географии и статистики).
- Валовой внутренний продукт на душу населения на 2003 составляет 13 784,80 реала (данные: Бразильский институт географии и статистики).
- Индекс развития человеческого потенциала на 2000 составляет 0,748 (данные: Программа развития ООН).

## География
Климат местности: субтропический. В соответствии с классификацией Кёппена, климат относится к категории Cfb.